# Fiódor Matvéyev

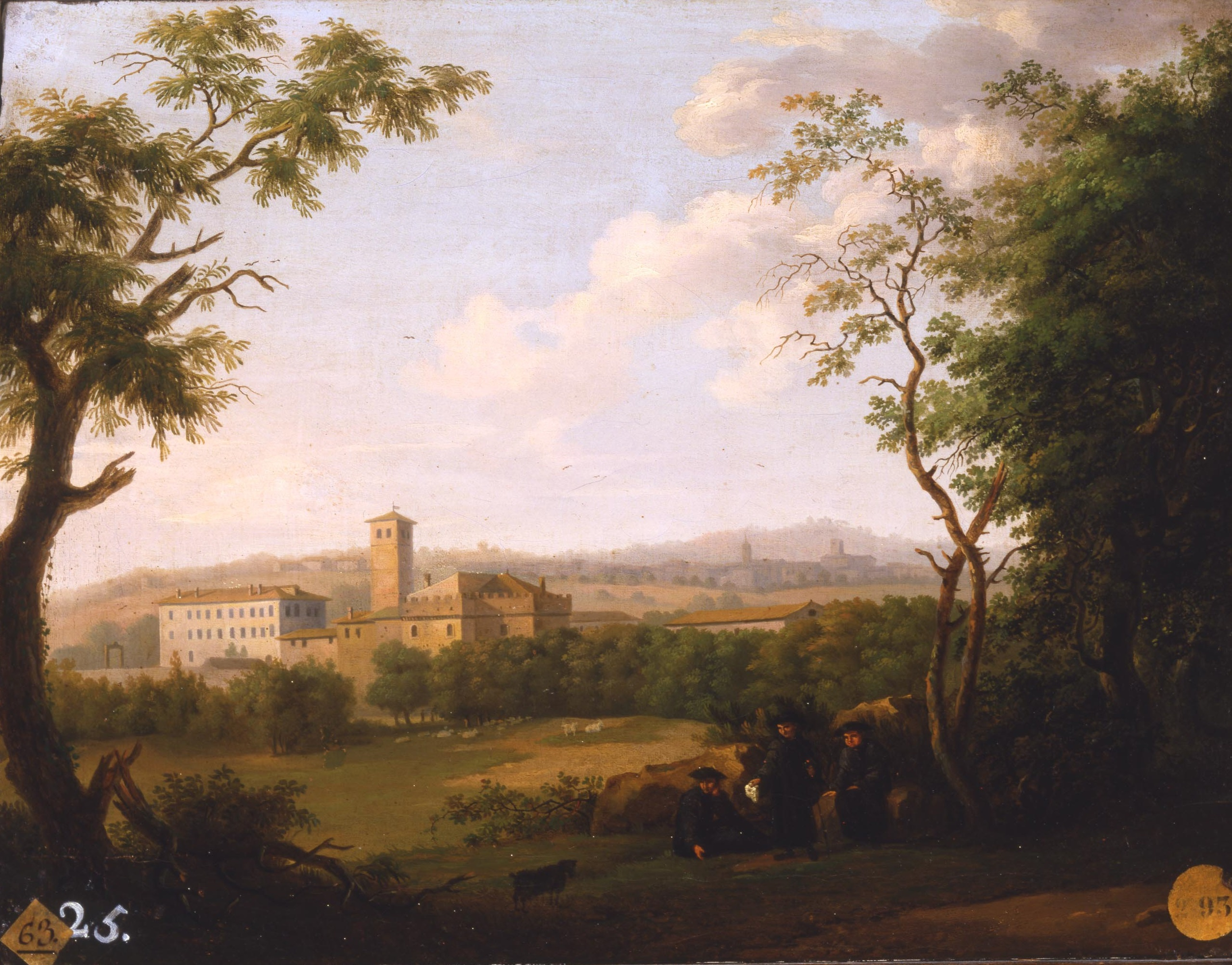
Vista de Grottaferrata, Roma (Paisaje romano con clérigos), óleo sobre lienzo, 36 x 46 cm, Madrid, Real Academia de Bellas Artes de San Fernando.

Fiódor Mijáilovich Matvéyev (en ruso: Фёдор Михайлович Матвеев; San Petersburgo, 1758-Roma, 1826) fue un pintor paisajista ruso establecido en Roma, donde completó su formación con Jacob Philipp Hackert, y donde se le conocía como Teodoro Matweeff.
Hijo de un militar, con solo seis años se matriculó en la escuela primaria de la Academia de Bellas Artes de San Petersburgo el primer año de su existencia. En 1780 viajó a Roma pensionado por la misma academia, tras obtener la medalla de oro como alumno del quinto grado de la sección de paisaje. Nunca volvió a Rusia, aunque mantuvo el contacto con la academia a través de los informes de sus viajes y de las continuadas peticiones de dinero para saldar deudas y financiarse el regreso, siempre rechazadas. No obstante, en 1807 fue hecho académico de paisaje in absentia por la Vista de Nápoles al pie del Posillipo, lienzo que envió a San Petersburgo y se conserva en el Museo Ruso, y en 1818 el zar Alejandro I le otorgó una pensión vitalicia.
Fue pintor célebre en su época por sus algo idealizados paisajes, principalmente de Roma y su campiña circundante, pero también de Suiza y Nápoles, tal como decía el Diario di Roma del 15 de febrero de 1827 al anunciar la venta de una colección de sus vedute, del que la Real Academia de Bellas Artes de San Fernando guarda cuatro pequeños paisajes romanos procedentes de la colección de Manuel Godoy.
En septiembre de 2008 la Galería Tretiakov de Moscú le dedicó una exposición antológica con motivo del 250 aniversario de su nacimiento, con obras procedentes de los museos rusos y colecciones privadas.